# Fat Bottomed Girls
Singles de Queen
It's Late
(1978) Don't Stop Me Now
(1979)
Pistes de Jazz
Mustapha Jealousy
Fat Bottomed Girls est une chanson du groupe britannique Queen, sortie en single en 1978. Écrite par Brian May, elle est extraite de l'album Jazz sorti la même année et parait comme face B du single Bicycle Race. Ces deux chansons deviennent des tubes pour le groupe, tout comme le fut l'année précédente le single double face A We Will Rock You / We Are the Champions.

## Autour de la chanson
Composée par le guitariste Brian May, la chanson est l'une des rares du groupe dans la tonalité de guitare appelée « drop D tuning », bien que le ton de la chanson soit délibérément humoristique et sexuel, ce qui est assez ironique à l'époque de la sortie du single, considérant l'ambiguïté de la sexualité du chanteur, Freddie Mercury.
Afin de bien accentuer l'association avec la face Bicycle Race, chacune fait référence à l'autre dans les paroles : on entend ainsi dans Fat Bottomed Girls la phrase « Get on your bikes and ride » (« Prenez vos vélos et roulez »). La pochette du single est une photo d'une femme nue sur un vélo, prise lors du tournage du clip vidéo de Bicycle Race. Cette pochette fut bien vite censurée et on y dessina par-dessus une culotte afin de masquer la nudité du sujet.
Dans la version single, plus courte d'une minute par rapport à la version album, l'étendue des interludes de guitares entre les versets est omise. C'est cette version que l'on peut trouver dans la première compilation du groupe, Greatest Hits.

## Clip
Le clip a été réalisé par Dennis de Vallance, et tourné au Dallas Convention Center pendant les répétitions de la tournée nord-américaine Jazz Tour à Dallas, le 28 octobre 1978. Il s'agit donc d'une performance live de la chanson, durant laquelle fut également tourné ce qui aurait dû devenir le clip de la chanson Bicycle Race.
C'est à la demande du groupe que le réalisateur devait produire un clip assez basique montrant le groupe à l'œuvre en live, et bénéficier en outre de leur nouvelle scène pour la future tournée. Malheureusement le groupe n'a jamais été vraiment satisfait du clip, qui montre essentiellement Freddie en action et délaisse les autres membres.
Lors de la préparation du DVD Greatest Video Hits 1, Brian May et Roger Taylor voulurent remonter le clip à partir d'images inutilisées lors du tournage. Cependant les bandes n'ont pas été retrouvées et sont maintenant considérées comme perdues.

## En concert
Les arrangements vocaux sont assez différents entre la version studio et la version live de la chanson. En public, pendant les chœurs, le chant était assuré par Freddie Mercury, accompagné d'une voix haute (Roger Taylor) et d'une voix basse (Brian May), ce qu'on ne retrouve pas dans la version studio : le chant y est assuré par Mercury, alors que May s'occupe de la voix basse et chante également pendant les chœurs.
La chanson figure sur l'album Live Around the World (2020) de Queen + Adam Lambert.

## Classements et certifications
| Pays        | Meilleure position |
| ----------- | ------------------ |
| France      | 7                  |
| Pays-Bas    | 7                  |
| Norvège     | 7                  |
| Irlande     | 10                 |
| Royaume-Uni | 11                 |
| Canada      | 17                 |
| Autriche    | 21                 |
| États-Unis  | 24                 |
| Allemagne   | 27                 |
| Australie   | 28                 |

| Pays              | Ventes      | Certifications |
| ----------------- | ----------- | -------------- |
| États-Unis (RIAA) | 2 000 000 + | 2 × Platine    |
| Royaume-Uni (BPI) | 250 000 +   | Argent         |

## Crédits
- Freddie Mercury : chant principal et chœurs
- Brian May : guitare électrique et chœurs
- Roger Taylor : batterie et chœurs
- John Deacon : basse

## Postérité
En 2014, les lecteurs du magazine Rolling Stone classent la chanson à la 2e place de leurs chansons préférées de Queen.